# Wei Te-sheng
Wei Te-sheng (魏德聖, nascut el 16 d'agost de 1969) és un director de cinema i guionista taiwanès. Va dirigir Cape No. 7, actualment la pel·lícula nacional taiwanesa més taquillera i la segona pel·lícula més taquillera de la història del cinema taiwanès.

## Primers anys
Wei va néixer i es va criar a Tainan. La seva família regentava la botiga d'un rellotger i assistia a una església presbiteriana.
Va passar la seva infantesa al Districte de Yongkang. Segons una entrevista, Wei va veure pel·lícules taiwaneses "en sales de cinema antigues i petites i en un teatre a l'aire lliure prop d'on vivia". Wei va dir "Va ser una mica com Cinema Paradiso". La primera pel·lícula de Hollywood que Wei va veure va ser Hi havia una vegada a Amèrica de Sergio Leone mentre Wei feia el seu servei militar.

## Carrera
Wei va estudiar Enginyeria Elèctrica a l'Escola Professional de l'Extrem Orient (actual Universitat de l'Extrem Orient) a Tainan. El 1993 o 1994 quan Wei tenia 26 anys, va entrar a l'estudi del director Edward Yang com a grip assistent. Més tard es va convertir en assistent de direcció a la pel·lícula de Yang Mahjong (1996). Més tard, Wei va fer feines ocasionals per finançar els seus propis curtmetratges, com ara Three Dialogues (1996) i Before Dawn (1997), que van guanyar un premi Golden Harvest. En una entrevista, Wei va dir que Yang "em va ensenyar a ser un perfeccionista i a no sacrificar la visió, fins i tot amb un pressupost ajustat... També em va dir que utilitzés la meva pròpia experiència de vida i que no copies a ningú". Wei també va dir "Tenir feines mundanes que no m'exigien pensar em va permetre concentrar-me en les meves pel·lícules al vespre".
El 1999, el drama de Wei About July va guanyar "una menció especial al premi Alcan Dragons and Tigers per al cinema jove al Festival Internacional de Cinema de Vancouver".
Més tard va treballar a la pel·lícula de Chen Kuo-fu, Double Vision el 2002. Double Vision és una de les pel·lícules asiàtiques que Columbia Pictures intenta fer en aquell moment. En aquesta pel·lícula, Wei va treballar com a assistent de direcció i va treballar amb el productor Jimmy Huang. La seva col·laboració va ser important per a la carrera de Wei, ja que Huang després produiria "Cape No. 7" i "Seediq Bale" de Wei. A més, la gran inversió internacional, la tecnologia i els efectes emprats per la pel·lícula van impressionar Wei per dedicar-se a la realització de pel·lícules de gran pressupost.

### Cape No. 7
Des de 1996, Wei havia estat intentant fer l'èpica guerra Seediq Bale, però no va poder recaptar els fons. El director de Double Vision, Chen Kuo-fu, va suggerir que va fer una pel·lícula que podria guanyar-se la confiança de la gent. El juliol de 2004, Wei va llegir sobre un carter Yunlin que va lliurar amb èxit un correu adreçat a l'antic estil japonès. Wei va decidir fer la pel·lícula Cape No. 7 basada en aquesta història, amb l'esperança de finançar Seediq Bale Wei va acabar el guió a finals de 2006, i el va filmar a la tardor de 2007 a la Península de Hengchun del Comtat de Pingtung.
A mesura que la producció va superar el pressupost, Wei va tenir problemes per assegurar capital addicional; després va refinançar la seva casa i va endeutar a la seva família 30 milions de NTD (gairebé 900.000 USD) abans del llançament. Durant el rodatge, Wei amb prou feines podia permetre's els papers i l'allotjament de la tripulació. Wei later said this film's zealous reception should help him manage his debts.
Wei creia "que les pel·lícules que van arribar a les pantalles abans del final de les vacances d'estiu el 2007 eren totes "apostes segures"", perquè evitaven la competència dels grans èxits de Hollywood. Wei va seguir aquesta teoria quan va estrenar Cape No. 7 el 2008. A més, Wei es va centrar en la promoció de la pel·lícula. La pel·lícula es va estrenar l'agost de 2008. Finalment, es va convertir en la segona pel·lícula més venuda de la història de Taiwan. Va recaptar 530 milions de TWD (17,9 milions de dòlars) a nivell nacional, establint un rècord de taquilla de tots els temps per a una pel·lícula taiwanesa.
Teng Sue-feng assenyala que Wei va obtenir el 30% dels beneficis del Cape No. 7 ("uns 140 milions de dòlars NT"). A més, el Cape No. 7 va donar a Wei una subvenció d'uns 100 milions de NTD de l'Oficina d'Informació del Govern.

### Seediq Bale
Seediq Bale es va estrenar el 2011, però Wei va començar a treballar en la pel·lícula molt abans. Segons una entrevista, Wei va tenir la idea de fer la pel·lícula Seediq Bale l'any 1996 quan va veure que una protesta demanant el retorn de la terra als indígenes taiwanesos. Wei va començar a estudiar la història rellevant per als aborígens i va decidir fer una pel·lícula sobre el cap Mona Rudao.
A finals de 2003, Wei va recaptar 2,5 milions de NTD i va rodar una pel·lícula de demostració de cinc minuts per recaptar 300 milions de NTD (10 milions de dòlars) més per rodar la pel·lícula completa. La recaptació de fons va fracassar i el director Chen Kuo-fu va aconsellar a Wei que fes una altra pel·lícula per guanyar-se la confiança dels inversors, així que Wei va dirigir la seva atenció a fer Cape No. 7.
Després de l'èxit de Cape No. 7 el 2008, Wei va tornar a treballar a Seediq Bale. No obstant això, el 2009 el tifó Morakot va destruir el plató, i el cost va créixer de 200 milions de NTD a 600 milions. A part dels problemes tècnics, Wei va dir que havia de dirigir la pel·lícula i recaptar els diners alhora, i que sovint l'empresa es va quedar sense diners. Wei va dir que això el posava nerviós i malhumorat, i va haver de confiar en la paciència de la família i els empleats.
La pel·lícula es va estrenar el setembre de 2011, tant a nivell local com internacional.

### 52Hz, I Love You
52Hz, I Love You és una pel·lícula musical en mandarí que presenta una sèrie d'històries de comèdia romàntica amb cançons originals que tenen lloc a la moderna ciutat de Taipei, Taiwan, el dia de Sant Valentí. El títol de la pel·lícula es va inspirar en la Balena dels cants a 52 Hz, una criatura anomenada "la balena més solitària del món" perquè cap altra balena pot escoltar els seus cants de freqüència de 52 Hz. Com va dir Wei en un teaser, "Igual com ningú escolta aquesta balena solitaria, quantes persones tenen amor dins d'elles però ningú ho sap? O simplement necessiten l'oportunitat de dir 't'estimo' i ser escoltades?"
Aquesta pel·lícula es va estrenar amb projeccions anticipades especials estatunidenques a l'octubre i novembre de 2016 i es va estrenar a Taiwan el gener de 2017.

## Vida personal
Wei està casat i té un fill.

## Filmografia

### Director
| Any  | Títol               | Notes |
| ---- | ------------------- | --- |
| 1995 | Face in the Evening | |
| 1996 | Three Dialogues     | |
| 1997 | Before Dawn         | |
| 1999 | About July          | |
| 2007 | Cape No. 7          | 45è Premis de Cinema Cavall d'Or a la millor pel·lícula votada pel públic (觀眾票選最佳影片) 45è Premis de Cinema Cavall d'Or a la millor pel·lícula taiwanesa de l'any (年度台灣傑出電影) 45è Premis de Cinema Cavall d'Or a la millor pel·lícula taiwanesa de l'any (年度台灣傑出電影工作電影工作Premis de Cinema Cavall d'Or a la millor pel·lícula taiwanesa de l'any (年度台灣傑出電影工作Premis de Cinema Cavall d'Or al millor director Nominat: 45è Premis de Cinema Cavall d'Or a la millor pel·lícula |
| 2011 | Seediq Bale         | 48è Premis de Cinema Cavall d'Or a la millor pel·lícula 48è Premis de Cinema Cavall d'Or a la millor pel·lícula votada pel públic (觀眾票選最佳影片) Nominada: 48è Premis de Cinema Cavall d'Or al millor director |
| 2017 | 52Hz, I Love You    | |
| 2023 | Big                 | |

### Director assistent
| Any  | Títol   | Notes                                                           |
| ---- | ------- | --------------------------------------------------------------- |
| 1996 | Mahjong | 46è Festival Internacional de Cinema de Berlín - Menció d'Honor |

### Productor
| Any  | Títol | Notes                                                                        |
| ---- | ----- | ---------------------------------------------------------------------------- |
| 2014 | Kano  | (També escriptor) Festival de cinema asiàtic d'Osaka 2014 - Premi del públic |